# Сон Джун Хо
Сон Джун Хо (кор. 손준호; род. 12 мая 1992, Йондок) — южнокорейский футболист, полузащитник, игрок сборной Южной Кореи.

## Карьера

### Клубная
В январе 2014 года присоединился к клубу «Пхохан Стилерс», за который он играл в течение четырёх сезонов, сыграв 99 матчей и забив 14 голов.
В январе 2018 года перешёл в «Чонбук Хёндэ Моторс», с которым подписал четырёхлетний контракт. В составе «зелёных» три раза подряд выигрывал национальный чемпионат, а также Кубок страны в 2020 году.
13 января 2021 года перешёл в китайскую команду «Шаньдун Тайшань», с которой в 2021 году выиграл чемпионат, а также в 2021 и 2022 годах дважды Кубок страны. В мае 2023 года стал фигурантом дела по обвинению в организации договорных матчей и был заключён под стражу. В марте 2024 года был освобождён и вернулся в Южную Корею.
14 июня 2024 года присоединился к клубу «Сувон Самсунг Блюуингз». Спустя три месяца, 13 сентября клуб расторг с ним контракт. 

### Международная
В ноябре 2022 года было объявлено, что он вошёл в заявку сборной Южной Кореи на чемпионат мира в Катаре. На турнире принял участие в матчах со сборной Уругвая (0:0) и сборной Португалии (2:1) и в 1/8 финала против сборной Бразилии, проиграв которой со счётом 4:1 корейцы покинули турнир.

## Достижения

### Командные
«Чонбук Хёндэ Моторс»
- Чемпион Республики Корея (3): 2018, 2019, 2020
- Обладатель Кубка Кореи (1): 2020

 «Шаньдун Тайшань»
- Чемпион Китая (1): 2021
- Обладатель Кубка Китая (2): 2021, 2022

 Республика Корея (олимп.)
- Победитель Азиатских игр: 2014